# DPG-Schülerpreis
Der Schülerinnen- und Schülerpreis der Deutschen Physikalischen Gesellschaft e.V. (DPG) ist ein mit 500 Euro dotierter Preis der Deutschen Physikalischen Gesellschaft (DPG), der jährlich an bis zu zehn Schüler in Deutschland vergeben wird. Traditionell sind die Preisträger die Mitglieder der deutschen Mannschaft der Internationalen Physikolympiade sowie die Mitglieder der deutschen Mannschaft im International Young Physicists’ Tournament (IYPT), letztere jedoch nur, wenn die Mannschaft das Finale erreicht.
Diese Auszeichnung wurde von 1982 bis 1991 von der Physikalischen Gesellschaft der DDR vergeben und wurde von der DPG übernommen. Neben dem Preisgeld erhalten die Preisträger eine Urkunde, ein Jahresabonnement der Mitgliederzeitschrift sowie eine Einladung zur DPG-Jahrestagung.